# العنبر (مسلسل)
مسلسل العنبر (بالتركية:Kehribar) مسلسل تركي من بطولة الفنان المعروف غوركان أويغون الذي مثل في المسلسل الشهير وادي الذئاب لستة أجزاء واكتسب شهرته منه، بدأ عرض المسلسل في 18 مارس 2016، من إنتاج شركة سروتش فيلم (Süreç Film) ويشاركه بالبطولة إيشة فارلير ونجيب ميميلي (Necip Memili)

## القصة
اورهان يارمجالي الذي ترك عائلته حبيبته ليلى قبل 20 سنه وهاجر إلى ألمانيا، ، كان يعشق اورهان فتاه غنية ورفض والدها تزويجها له وفي أحد الليالي كان اورهان وليلى في مصنع والده ونقض عليهم موسى أخ ليلى وتعارك مع اورهان وقام اورهان بطعنه في رجله وبسبب هذه الطعنه خسر موسى رجولته، وأيضا رجله، ويستند على عكازه وبعد 20 سنه ذهب موسى إلى ألمانيا وكان يراقب اورهان وإذا بي اورهان متزوج ولديه ولد لكن ليس ولده، وتواجه موسى مع اورهان في أحد المطاعم وهدده بقتل أهله وايضا رد عليه اورهان وقام بتهديده، وقام موسى بصدم اورهان ونقل إلى المستشفى وهناك علم أنه لديه مرض السرطان، وبعدما علم عاد إلى تركيا، وكان والده في المستشفى وهناك رأى حبيبته ليلى. وتواجه مع موسى، ميرارا وتكرارا وكان موسى يريد اشترا أراضي عائلة يارمجالي، لكن كان برهان أبو اورهان رافض البيع، ولدى اورهان أخ اسمه ولى زوجته دائما تحرضه حتى يبيع والده الأرضي، وثم اتفق موسى مع صنم زوجت ولي حتى تقتل برهان يارمجالي أبو أورهان واعطاها دواء حتى تقتله وقتله، وكان اورهان مقرر العودة إلى ألمانيا لكن عندنا مات والده استلم كل شيء، وقطع الطريق على موسى وقال لن تسطيع اشترا الأراضي، ويستمر الصراع بينهم"

## الشخصيات
| الممثل         | الدور                    | الحلقات | الوصف                                          |
| -------------- | ------------------------ | ------- | ---------------------------------------------- |
| غوركان أويغون  | Orhan Yarımcalı          | 1-      | Kabadayıdır.                                   |
| إيشة فارلير    | Leyla Bozoğlu            | 1-      | Orhan'ın aşkı. Musa'nın Kardeşidir.            |
| نجيب ميميلي    | Musa Bozoğlu             | 1-      | Orhan'ın en büyük düşmanıdır. Leyla'nın Abisi. |
| أوزجي أوزدر ‏   | Adile Genştald Yarımcalı | 1-      |                                                |
| Ahmet Uz       | Yavuz Bozoğlu            | 1-      | Leyla ve Musa'nın babası                       |
| Fırat Altumeşe | Kemal Bozoğlu            | 1-      |                                                |
| أصلهان غونر    | Bahar Bozoğlu            | 1-      |                                                |
| Yağmur Aydan   | Meltem Yarımcalı         | 1-      | Orhan Yarımcalı'nın yeğeni                     |

### الشخصيات أخرى
- byazit golercaan
- nazmi kirik
- أوموت كاراداغ
- sibel tascioglu
- sebnem gursoy
- sema ceyrekbasi
- firat altunmese
- yagmur aydan
- cem kenar

## شارة البداية
شارة البداية يغنيها بطل المسلسل هي:
لقد ارتديت الاسود يا عنبر.... لا استطيع التنفس من الشوق اليك
جازفت بكل شيء وعدت... وإن كان الموت سياتي الآن فانا راض به.... هيا
إن تركت المظلوم في يد الظالم... وتركت السافل ينجو بفعلته
فلا تسامح صيتك... ولا تموت مثل الرجال.... هيا

## الاحداث
- الحلقة الأولى (18 مارس 2016):[1] (ضد الصديق والعدو).